# Andreas Ludvig Winquist
Andreas Ludvig Winquist, född 27 november 1818 i Malmö, död 13 april 1894 i Malmö, var en svensk tobaksarbetare och tecknare.
Han var son till drängen Hans Hansson Enbom och Christina Maria Widerberg och gift med Emelie Catharina Dahlquist. Winquist var anställd vid Kockums tobaksfabrik i Malmö. Vid sidan av sitt arbete var han verksam som tecknare och ett flertal av hans teckningar har återgivits av Leif Ljungbergs böcker om Malmö. Winquist är representerad med fyra häften med levnadsminnen illustrerade med egna teckningar vid Malmö stadsarkiv.  